# Julian Schmutz
Julian Schmutz (* 28. Februar 1994 in Bern) ist ein Schweizer Eishockeyspieler, der seit Juli 2023 erneut bei den SCL Tigers aus der Schweizer National League unter Vertrag steht und dort auf der Position des Centers spielt. Mit dem SC Bern gewann Schmutz im Jahr 2013 die Schweizer Meisterschaft.

## Karriere
Julian Schmutz spielte ab der Saison 2011/12 bei der Profimannschaft des SC Bern in der National League A (NLA). In seiner Jugend lief er für die U20-Junioren desselben Vereins auf. Neben Meisterschaften im U17- und U20-Juniorenbereich konnte er mit dem SCB im Frühjahr 2013 den Gewinn der Schweizer Meisterschaft feiern. Die Saison 2014/15 verbrachte der Stürmer mit einer B-Lizenz beim Partnerteam EHC Visp in der National League B (NLB), ehe er zur folgenden Spielzeit fest dorthin wechselte.
Nach dem Ausscheiden seiner Mannschaft aus den NLB-Playoffs spielte er Anfang März 2016 sein erstes Spiel für den EHC Biel, bei dem er ab der Saison 2016/17 fix unter Vertrag stand. Er wurde als «herausragender Aufsteiger» der NLA-Qualifikation 2016/17 ausgezeichnet. Nach einer durchzogenen Saison wechselte er auf die Saison 2019/20 für zwei Jahre zu den SCL Tigers. Anschliessend verbrachte Schmitz zwei Spielzeiten beim HC Davos, den er im Sommer 2023 erneut in Richtung Langnau verliess.

### International
Schmutz spielte im Juniorenbereich mit den Juniorenteams der Swiss Ice Hockey Federation zunächst beim Europäischen Olympischen Winter-Jugendfestival 2011, das die Eidgenossen auf dem dritten Rang abschlossen. Es folgten Einsätze bei den U18-Junioren-Weltmeisterschaften 2011 und 2012 sowie der U20-Junioren-Weltmeisterschaft 2014. Zudem spielte der Angreifer beim Ivan Hlinka Memorial Tournament 2011.
Im Februar 2017 wurde er erstmals ins Kader der Schweizer A-Nationalmannschaft berufen.

## Erfolge und Auszeichnungen
| - 2011 Schweizer U17-Juniorenmeister mit dem SC Bern - 2012 Topscorer der Elite-Junioren-Hauptrunde - 2012 Bester Torschütze der Elite-Junioren-Hauptrunde - 2013 Topscorer der Elite-Junioren-Playoffs | - 2013 Schweizer Meister mit dem SC Bern - 2014 Schweizer U20-Juniorenmeister mit dem SC Bern - 2014 Bester Torschütze der Elite-Junioren-Playoffs |

### International
- 2011 Bronzemedaille beim Europäischen Olympischen Winter-Jugendfestival

## Karrierestatistik
Stand: Ende der Saison 2024/25

### International
Vertrat die Schweiz bei:
| - Europäisches Olympisches Winter-Jugendfestival 2011 - U18-Junioren-Weltmeisterschaft 2011 - Ivan Hlinka Memorial Tournament 2011 | - U18-Junioren-Weltmeisterschaft 2012 - U20-Junioren-Weltmeisterschaft 2014 |

(Legende zur Spielerstatistik: Sp oder GP = absolvierte Spiele; T oder G = erzielte Tore; V oder A = erzielte Assists; Pkt oder Pts = erzielte Scorerpunkte; SM oder PIM = erhaltene Strafminuten; +/− = Plus/Minus-Bilanz; PP = erzielte Überzahltore; SH = erzielte Unterzahltore; GW = erzielte Siegtore; 1 Play-downs/Relegation; Kursiv: Statistik nicht vollständig)